# Paepalanthus henriquei
A Paepalanthus henriquei é uma rara espécie de planta que ocorre em campos rupestres no Parque Estadual do Ibitipoca, no estado brasileiro de Minas Gerais.